# Capoeira-cachorra
Tordo-formigueiro-de-cauda-ruiva ou tovaca-de-rabo-vermelho (Chamaeza ruficauda) é uma ave da família dos formicariídeos que habita a região sudeste do Brasil. Também são conhecidas pelo nome de tovaca-de-rabo-vermelho.